# Euaesthetus ruficapillus
Euaesthetus ruficapillus är en skalbaggsart som först beskrevs av Lacordaire 1835.  Euaesthetus ruficapillus ingår i släktet Euaesthetus, och familjen kortvingar. Arten är reproducerande i Sverige.